# Lombardos

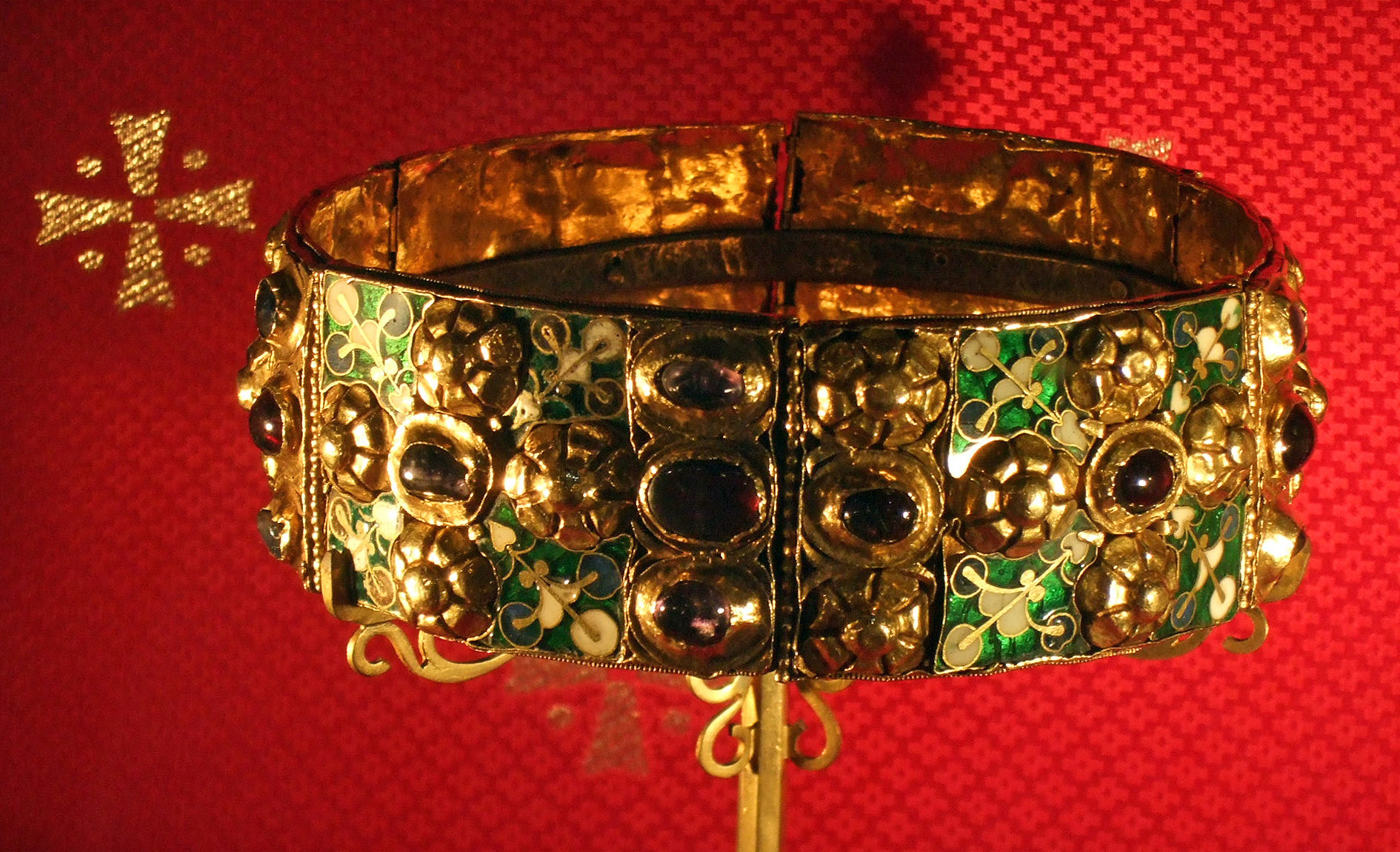
A Coroa de Ferro com a qual os monarcas lombardos eram coroados

Os lombardos ou longobardos (em latim: langobardi; lit. "os de barba longa") eram um povo germânico originário da Europa Setentrional que colonizou o vale do Danúbio e, a partir dali, invadiu a Itália bizantina, em 568, sob a liderança de Alboíno. Lá estabeleceram um Reino Lombardo, posteriormente chamado de Reino Itálico (Regnum Italicum), que durou até 774, quando foi conquistado pelos francos. Sua influência na geografia política italiana fica evidente na denominação regional da Lombardia.
Os lombardos falavam um idioma germânico extinto do qual restam poucas evidências, o lombardo.

## História antiga

### Origens lendárias e do nome

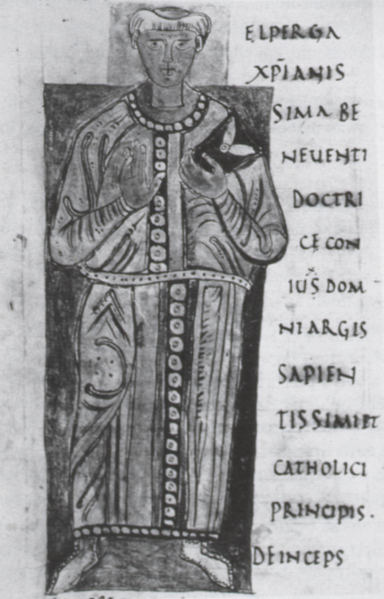
Paulo, o Diácono foi a principal fonte primária para o estudo dos lombardos

O relato mais completo das origens, da história e dos costumes dos lombardos é a Historia gentis Langobardorum (História dos Povos Lombardos), de Paulo, o Diácono, escrita no século VIII. A obra de Paulo, por sua vez, baseou-se numa outra obra do século VII, a Origo Gentis Langobardorum (Origem dos Povos Lombardos).
A Origo narra a história de uma pequena tribo, os vinilos (em latim: winnili), que habitava o sul da Escandinávia (Scadanan) - o Codex Gothanus afirma que os vinilos viviam próximos a um rio chamado Vindílico, na fronteira extrema da Gália. Os vinilos dividiram-se em três grupos; e um deles abandonou sua terra natal para procurar terras estrangeiras; o motivo para este êxodo provavelmente foi a superpopulação. Este povo, liderado pelos irmãos Ybor e Aio, e sua mãe, Gandara, finalmente chegou nas terras de Scoringa, talvez a costa do mar Báltico ou o Bardengau, às margens do Elba. Scoringa era dominada pelos vândalos, e seus chefes, os irmãos Ambri e Assi, concederam aos vinilos uma escolha entre pagar tributo ou guerra. Os líderes dos vinilos, jovens e corajosos, recusaram-se a pagar tributo, alegando que seria "melhor manter a liberdade por meio das armas do que manchá-la com o pagamento de tributo.".

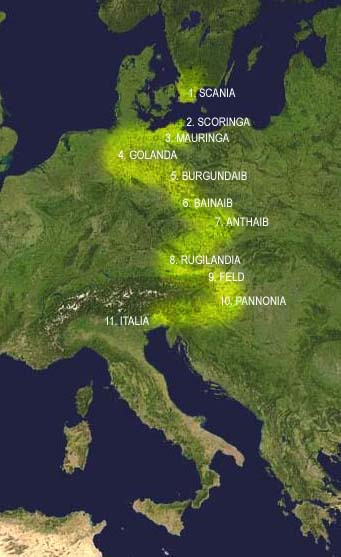
As principais rotas da migração dos lombardos

Os vinilos então se prepararam para a guerra, consultando Godan (o deus Odin), que lhes respondeu que daria a vitória àqueles que ele pudesse ver primeiro ao nascer do sol. Os vinilos estavam em menor número, e Gambara procurou auxílio com Freia (a deusa Frigga), que aconselhou que todas as mulheres vinilos amarrassem seus cabelos diante de seus rostos, como barbas, e marchassem ao lado de seus maridos. Assim Godan viu primeiro os vinilos, e perguntou: "Quem são estes barbas-longas?", ao que Freia respondeu: "Meu senhor, tu lhes deste o nome, agora também dá-lhes a vitória." A partir daquele momento, os vinilos passaram a ser conhecidos como langobardos (em latim: langobardi; latinizado e italianizado como lombardi).
Quando Paulo, o Diácono escreveu a sua História, entre 787 e 796, era um monge católico e um cristão devoto. Assim, ele descrevia as histórias pagãs de seu povo como "tolas" e "risíveis".[a] Paulo explicou que o nome langobardos vinha da extensão de suas barbas, que o termo latino longus significava Lang, nas línguas germânicas, e barba significava Bart. Uma teoria moderna sugere que o nome "Langobard" viria de Langbarðr, um nome de Odin. Alguns estudiosos acreditam que quando os vinilos mudaram seu nome para "lombardos", também mudaram seu antigo culto de fertilidade agricultural para um culto de Odin, criando assim uma tradição tribal consciente. Outros invertem a ordem dos eventos, declarando que com o culto de Odin os lombardos teriam passado a deixar suas barbas crescerem, para emular a tradição do deus e fazer com que seu nome refletisse essa característica. Já se associou o nome dos lombardos aos muitos nomes de Odin, incluindo "o da barba longa" ou "o da barba cinza", e que o nome próprio lombardo Ansegranus  ("aquele que tem a barba dos deuses") mostraria que os lombardos tinham esta ideia de sua divindade principal.

### Arqueologia e migrações

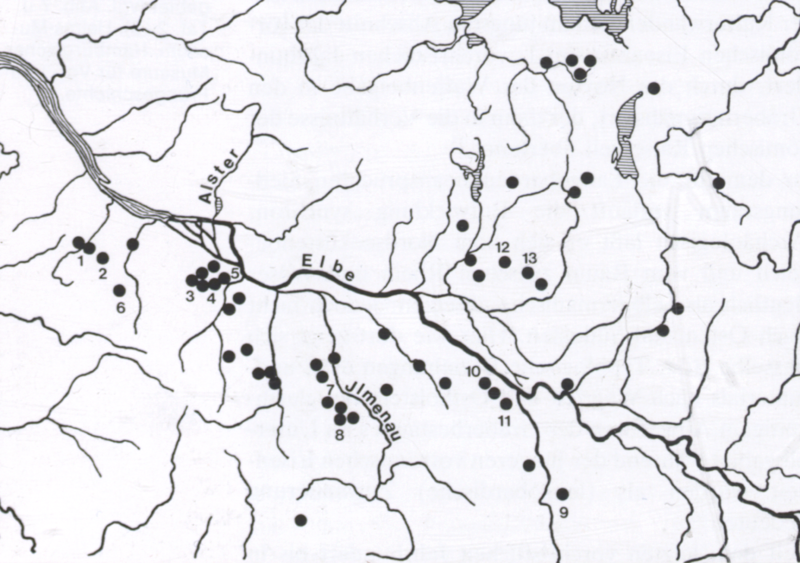
Sítios funerários lombardos nas terras do baixo Elba, de acordo com W. Wegewitz

A partir da combinação dos testemunhos de Estrabão (20 a.C.) e Tácito (117) pode-se inferir que os lombardos viviam nas proximidades da foz do Elba pouco tempo depois do início da Era Cristã, próximo aos caúcos. Segundo Estrabão, habitavam ambas as margens do rio. O arqueólogo alemão Willi Wegewitz definiu diversos sítios funerários da Idade do Ferro na região do baixo Elba como sendo longobárdicos. Estes sítios, que apresentam evidências de cremação dos cadáveres, datavam do século VI a.C. até o século III. As terras do baixo Elba se encontram na região da Cultura de Jastorf, e posteriormente se tornou germânica do Elba, ao contrário das terras situadas entre o Reno, o Weser e o mar do Norte. Descobertas arqueológicas mostraram que os lombardos eram um povo agrário.
A primeira menção aos lombardos ocorreu entre 9 a.C. e 16 d.C., pelo historiador da corte do Império Romano, Marco Veleio Patérculo, que acompanhou como prefeito da cavalaria uma expedição romana liderada pelo futuro imperador Tibério. Patérculo descreveu-os como "mais ferozes que do que a tradicional selvageria germânica." Depois de serem derrotados pelos romanos os lombardos teriam se refugiado na margem direita do Elba, onde se recolheram junto aos outros povos germânicos da região ainda não submetidos aos romanos. Tácito classificou os lombardos como uma tribo dos suevos, e súditos de Marobóduo, rei dos marcomanos. Marobóduo estava em paz com os romanos, e por este motivo os lombardos não fizeram parte da federação germânica liderada por Armínio que combateu na batalha da Floresta de Teutoburgo, em 9 d.C. Em 17 d.C., Armínio e Marobóduo entraram em guerra. Segundo Tácito:

Não apenas os queruscos e seus confederados... pegaram em armas, mas também os sêmnones e os longobardos, ambas nações suevas, se revoltaram contra ele pela soberania de Marobóduo... Os exércitos... foram estimulados por motivos próprios, os queruscos e os longobardos lutavam por sua antiga honra ou por sua recém-adquirida independência. 
Em 47, uma disputa interna eclodiu entre os queruscos, e acabaram por expulsar seu novo líder, sobrinho de Armínio, de seu país. Os lombardos aparecem na cena com força suficiente, ao que parece, para controlar o destino da tribo que, trinta e oito anos antes, tinha liderado a luta pela independência, pois conseguiram restaurar o líder deposto ao poder novamente. No meio do século II os lombardos também aparecem na Renânia. De acordo com o geógrafo Ptolemeu, os lombardos suevos teriam ocupado as terras ao sul dos sicambros, embora muitos também tivessem permanecido no Elba, entre os caúcos e os suevos, o que indica uma expansão lombarda. O Código dos Gotos (Codex Gothanus) também menciona Patespruna (Paderborn) como relacionada aos lombardos. Dião Cássio informa que pouco antes das guerras marcomanas seis mil lombardos e úbios cruzaram o Danúbio e invadiram a província romana da Panônia. As duas tribos foram derrotadas, e acabaram por desistir da invasão e enviaram como embaixador a Élio Basso, que então administrava a província, Balomar, rei dos marcomanos. A paz foi assinada e as duas tribos retornaram às suas terras de origem, que no caso dos lombardos era o baixo Elba. Neste período Tácito, em sua obra Germânia (98), descreve os lombardos como:

Para os longobardos, pelo contrário, seus números escassos são um motivo de distinção. Embora cercados por multidões de tribos mais poderosas, continuam seguros, não por se submeter, mas por ousar enfrentar os perigos da guerra.
A partir do século II muitas das tribos germânicas registradas como ativas durante o Principado passam a se juntar, formando uniões tribais maiores que resultam nos francos, alamanos, bávaros e saxões. Os motivos pelos quais os lombardos desaparecem da historiografia romana de 166 a 489 poderiam ser o fato de viverem em lugares tão isolados da Germânia Interior que só eram detectados quando apareceram novamente nas margens do Danúbio, ou que também estiveram dominados, durante este período, por uma destas maiores uniões tribais, provavelmente os saxões. É muito provável, no entanto, que quando a maior parte dos lombardos migrou, uma parte permaneceu e acabou por ser absorvida nas tribos saxãs da região, enquanto os migrantes mantiveram o nome de lombardos. O Código dos Gotos registra que os lombardos teriam sido dominados pelos saxões por volta do ano 300, porém se insurgiram contra eles liderados pelo seu rei, Algelmundo. Na segunda metade do século IV os lombardos abandonaram seus lares, provavelmente devido a um período de más colheitas, e iniciaram sua migração.
A rota de migração dos lombardos desde sua terra natal até a "Rugilândia", em 489, passou por diversas localidades; Escoringa (tida como sua terra de origem, nas margens do Elba), Mauringa, Golanda, Antaibo, Bantaibo e Vurgundaibo (Burgundaibo). De acordo com a Cosmografia de Ravena, Mauringa seria a região a leste do Elba.
A entrada em Mauringa foi muito difícil, pois os usípetes lhe negaram passagem pelas suas terras; organizou-se um combate entre o homem mais forte de cada tribo, e o representante lombardo saiu-se vitorioso. Somente depois disso, a passagem por terras usípetes foi concedida. O primeiro rei lombardo, Algelmundo, da raça de Guginger, governou por trinta anos.
Os lombardos saíram de Mauringa e chegaram a Golanda. O acadêmico Ludwig Schmidt acredita que esta região ficaria ainda mais a leste, talvez na margem direita do rio Oder. Schmidt considera que o nome seria um equivalente de Gotlândia, significando apenas "boa terra". Esta teoria é muito plausível; Paulo, o Diácono menciona um episódio no qual os lombardos teriam cruzado um rio, chegando à Rugilândia vindos da região do alto Oder através da Porta Morávia.
Ao sair de Golanda, os lombardos passaram por Antaibo e Bantaibo até chegarem a Vurgundaibo. Acredita-se que Vurgundaibo seria equivalente às antigas terras dos burgúndios. Em Vurgundaibo os lombardos foram atacados pelos "búlgaros" (provavelmente hunos) e foram derrotados; o rei Algelmundo foi morto, e Lamicão assumiu em seu lugar, jovem e ansioso por vingar seu antecessor. Os próprios lombardos teriam provavelmente se tornado súditos dos hunos depois da derrota, porém se revoltaram contra eles e os derrotaram, em meio a grande carnificina. O próprio Lamicão teria sido capaz de reverter a situação, segundo a tradição lombarda, obtendo a vitória frente aos hunos que permitiu aos lombardos manter sua independência. O sucessor de Lamicão foi Letúoco, fundador da primeira dinastia lombarda, a dinastia letinga.
Durante o reinado de Letúoco (ou Leti, daí o nome da dinastia) os lombardos se fixaram na Nórica graças aos esforços de Lamicão de evitar a assimilação perante os hunos. Com Leti a monarquia lombarda tomou uma forma mais estável e, sobre tudo, hereditária; o sucessor de Letúoco foi seu filho Hildúoco. O sucessor de Hildúoco, Gudúoco, guiou os lombardos no trajeto final de sua migração. No final do século V, mais especificadamente em 489, conduziu os lombardos através da Boêmia e Morávia povoando as terras evacuadas pelos rúgios. Seu sucessor foi Clafão. Tatão (r. c. 500–510), seu sucessor, conduziu os lombardos de onde até então estavam assentados ao Feld (planície da Morávia, região compreendida entre Viena e Bratislava).

Panônia lombarda no ano 526

Segundo Procópio, os lombardos estavam sujeitos aos hérulos mediante o pagamento de tributos. Tatão guiou seu povo contra os hérulos e, na sangrenta batalha que teve lugar em 508, venceu e matou em combate o líder dos hérulos, Rodolfo. A derrota dos hérulos significou o desaparecimento desse povo da história. Os lombardos de Tatão, pelo contrário, emergiram como uma potência local: tomaram o tesouro dos vencidos, reformaram o seu exército incluindo nele guerreiros de outras tribos já submetidas pelos hérulos (ou ao menos os hérulos sobreviventes) e ocuparam uma vasta área em torno do curso médio do Danúbio.
No ano de 510, um sobrinho de Tatão, Vacão, rebelou-se contra o tio, prendendo-o e usurpando o trono. O filho de Tatão lutou com Vacão pelo poder mas acabou sendo derrotado e obrigado a fugir para junto dos gépidas onde morreu. Vacão manteve boas relações com os francos e com os bávaros, e morreu em 539 sendo sucedido por Audoíno.
Na década de 540, Audoíno (que governou de 546 a 565) liderou os lombardos para a Panônia, cruzando o rio Danúbio, onde receberam subsídios imperiais depois que o imperador Justiniano encorajou-os a combater os gépidas.

## Reino na Itália

### Invasão e conquista da península Itálica

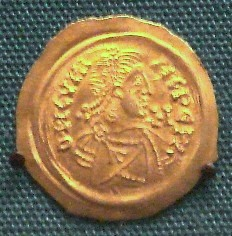
Moeda de Cuniberto (688-700), rei dos lombardos, cunhada em Milão
Museu Britânico

Em 560, um novo e enérgico rei surgiu: Alboíno, que derrotou seus vizinhos, os gépidas, tornando-lhes seus vassalos, e casou-se, em 566, com a filha de seu rei Cunimundo, Rosamunda. Na primavera de 568, Alboíno liderou os lombardos, juntamente com outras tribos germânicas (bávaros, gépidas, saxões) e búlgaras, atravessando os Alpes Julianos com uma população de 400 a 500 000 pessoas, e invadindo o norte da península Itálica, após serem expulsos da Panônia pelos ávaros. A primeira cidade importante a ser tomada foi Fórum Júlio (Forum Iulii; Cividale del Friuli), no nordeste da Itália, em 569 Lá, Alboíno fundou o primeiro ducado lombardo, que ele confiou a seu sobrinho, Gisulfo. Logo Vicenza, Verona e Bréscia caíram nas mãos germânicas. No verão de 569, os lombardos conquistaram o principal centro romano do norte da Itália, Mediolano (atual Milão). A região ainda estava se recuperando da terrível Guerra Gótica, e o pequeno exército bizantino estacionado ali para sua defesa pouco pôde fazer. O exarca enviado à Itália pelo imperador bizantino Justino II, Longino, conseguiu defender apenas as cidades costeiras, que podiam receber auxílio da poderosa marinha bizantina. Pavia caiu após um cerco de três dias, em 572, tornando-se a primeira capital do novo Reino Lombardo. 
Nos anos seguintes, os lombardos foram rumo ao sul, conquistaram a Toscana e fundaram dois outros ducados, Espoleto e Benevento, confiados a Zoto, que logo se tornaram independentes e duraram mais que o reino do norte, sobrevivendo até o século XII. Os bizantinos conseguiram manter o controle da região de Ravena a Roma, ligadas por um corredor estreito que passava por Perúgia.
Quando entraram na Itália, alguns lombardos ainda mantinham sua forma nativa de paganismo, enquanto outros eram cristãos arianos. Isto lhes colocou desde o início em más relações com a Igreja Católica. Gradualmente adotaram os títulos, nomes e tradições romanas, e converteram-se, parcialmente, ao catolicismo, no século VII — não sem antes passar por uma longa série de conflitos étnicos e religiosos.
Todo o território lombardo estava dividido em 35 ducados, cujos líderes tinham sede nas principais cidades. O rei lhes governava, e administrava todo o território através de emissários chamados gastaldos (gastaldi).  Esta subdivisão, no entanto, aliada à indocilidade independentista dos ducados, não conferiu unidade ao reino, tornando-o fraco se comparado aos bizantinos, especialmente depois que estes puderam se recuperar da invasão inicial. Esta fraqueza se tornou ainda mais evidente quando os lombardos tiveram de confrontar o poder crescente dos francos. Como resposta a esse problema, os reis gradualmente tentaram centralizar o poder. Acabaram, no entanto, perdendo definitivamente o controle sobre os ducados de Espoleto e Benevento no processo.

#### Lombardia Maior
| - Ducado do Friul - Ducado de Ceneda - Ducado de Vicenza - Ducado de Verona - Ducado de Trento - Ducado de Bréscia | - Ducado de Bérgamo - Ducado de São Júlio - Ducado de Pavia - Ducado de Turim - Ducado de Asti - Ducado de Túscia |

#### Lombardia Menor
- Ducado de Espoleto e Lista de duques de Espoleto
- Ducado de Benevento e Lista de duques e príncipes de Benevento
- Principado de Cápua
- Principado de Salerno

### Monarquia ariana

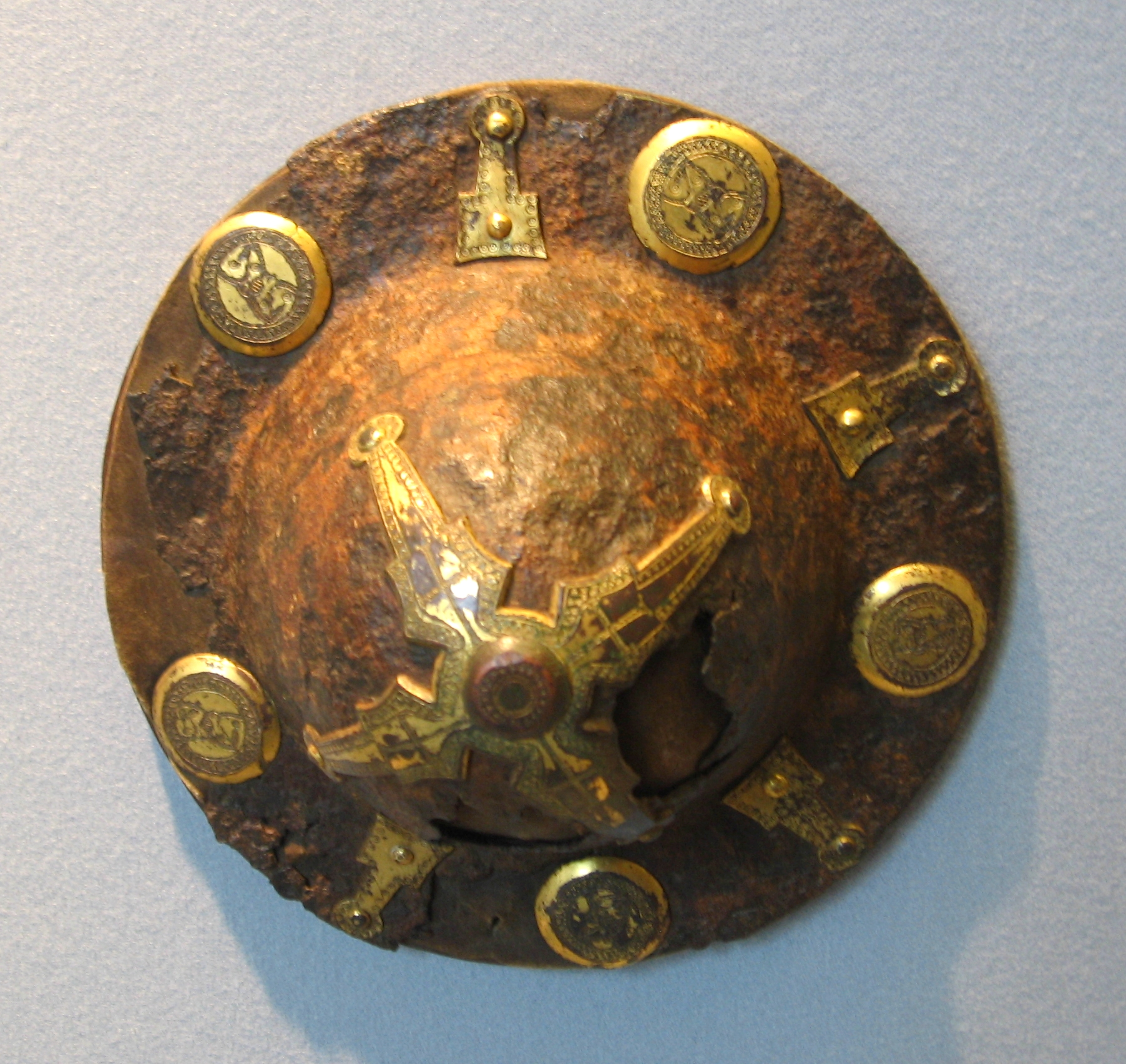
Umbo, de um escudo lombardo do norte da Itália, século VII
Museu Metropolitano de Arte

Em 572, Alboíno foi assassinado em Verona, vítima de uma trama orquestrada por sua esposa, Rosamunda, que posteriormente fugiu para Ravena. Seu sucessor, Clefo, também foi assassinado após um cruel reinado de dezoito meses. Sua morte deu início a um interregno de anos, o "Domínio dos Duques", durante o qual os duques não elegeram rei algum, e que é considerado um período de violência e desordem. Em 584, ameaçado por uma invasão franca, os duques elegeram rei o filho de Clefo, Autário. Em 589, Autário se casou com Teodolinda, filha do duque da Bavária, Garibaldo. Teodolinda, católica, era amiga do papa Gregório I, e pôs em prática a cristianização do reino. Ao mesmo tempo, Autário iniciou uma política de reconciliação interna e tentou reorganizar a administração real. Os duques cederam metade de suas propriedades para a manutenção do rei e de sua corte em Pavia. No campo das relações exteriores, Autário conseguiu romper a perigosa aliança entre os bizantinos e os francos.
Autário morreu em 591 Seu sucessor foi Agilolfo, duque de Turim, que em 591 casou-se com a mesma Teodolinda. Agilolfo conseguiu vencer os duques rebeldes do norte da Itália, conquistando Pádua (601), Cremona e Mântua (603), e forçando o exarca de Ravena a lhe pagar pesados tributos. Agilolfo morreu em 616 e Teodolinda reinou sozinha até 628, sendo sucedida por Adaloaldo. Arioaldo, que havia se casado com a filha de Teodolinda, Gundeberga, e chefe da oposição ariana, acabou por depôr Adaloaldo posteriormente.
Seu sucessor foi Rotário, tido por muitas autoridades como o mais energético de todos os reis lombardos. Rotário estendeu seus domínios, conquistando a Ligúria em 643 e parte que restava dos territórios bizantinos do Vêneto interior, incluindo a cidade romana de Opitérgio (Oderzo). Rotário também fez o célebre édito que leva o seu nome, o Édito de Rotário, que estabelecia em latim as leis e os costumes de seu povo; o édito não se aplicava aos tributários dos lombardos, que podiam manter suas próprias leis. O filho de Rotário, Rodoaldo, o sucedeu em 652, ainda muito jovem, e foi morto pela facção católica.
Com a morte do rei Ariberto I, em 661, o reino foi dividido entre seus filhos, Bertário, que fez sua capital em Milão, e Godeberto, que reinou a partir de Pavia. Bertário foi derrubado por Grimualdo, filho de Gisulfo, duque do Friul e Benevento desde 647. Bertário fugiu para o território dos ávaros, e de lá para os francos. Grimualdo conseguiu reconquistar os ducados e derrotar a tentativa tardia do imperador bizantino Constante II de conquistar o sul da Itália, bem a investida dos francos. Com a morte de Grimualdo em 671, Bertário retornou e promoveu a tolerância entre arianos e católicos. Foi incapaz, no entanto, de derrotar a facção ariana, liderada por Arachi, duque de Trento, que se submeteu apenas a seu filho, o filo-católico Cuniberto.

### Monarquia católica

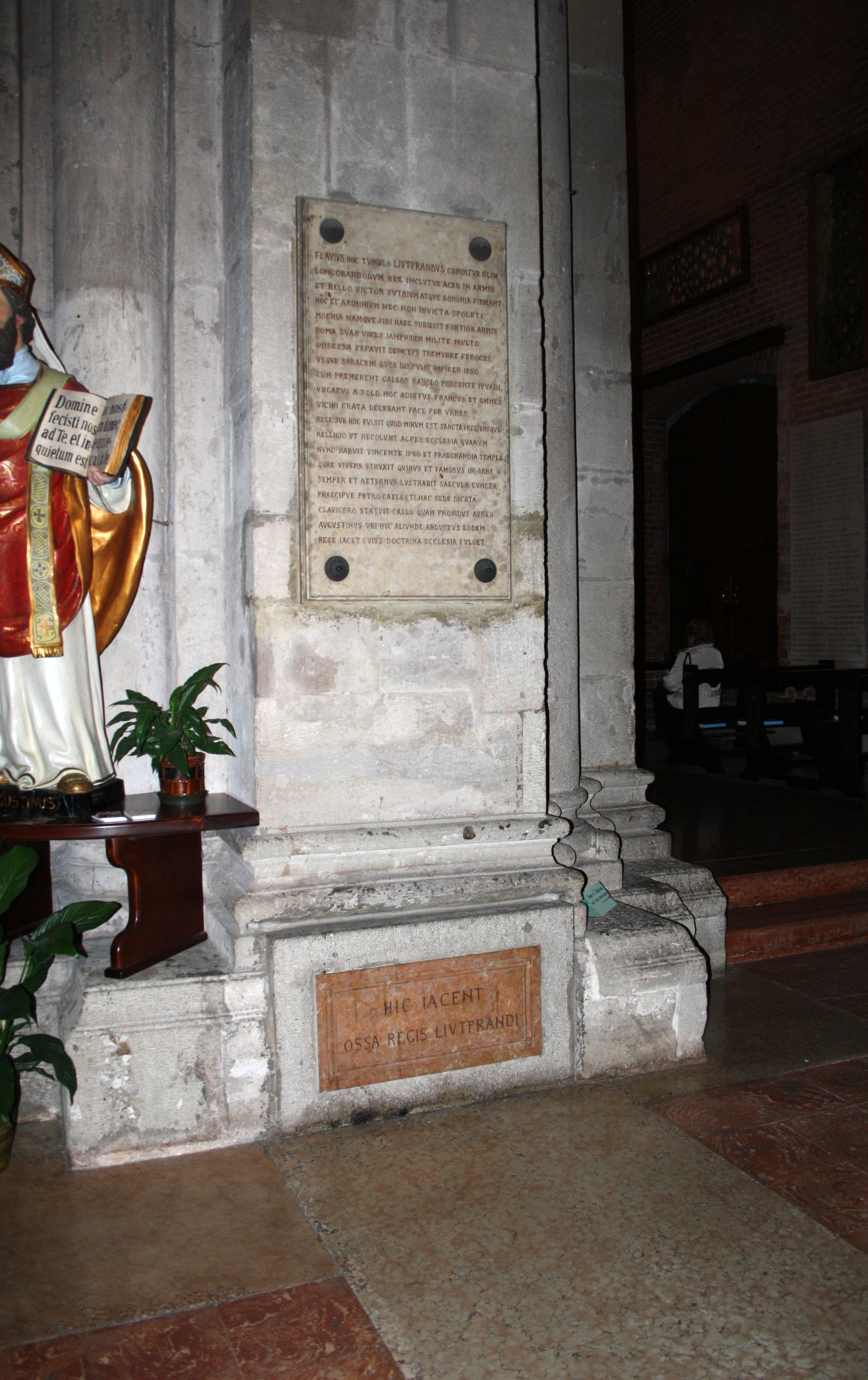
Tumba de Liuprando
Basílica de São Pedro, em Pavia

As disputas religiosas permaneceram sendo uma fonte de conflito nos anos seguintes. O reino lombardo começou a se recuperar apenas sob Liuprando (rei a partir de 712, filho de Ansprando e sucessor do brutal Ariberto II. Liuprando conseguiu reconquistar um centro controle sobre Espoleto e Benevento, e, aproveitando-se das desavenças entre o papa e o Império Bizantino em relação à reverência aos ícones, anexou o Exarcado de Ravena e o ducado de Roma. Também ajudou o marechal franco, Carlos Martel, a rechaçar os árabes. Seu sucessor, Astolfo, conquistou Ravena para os lombardos pela primeira vez, porém foi derrotado subsequentemente pelo rei dos francos, Pepino III, convocado pelo papa, e teve de abandoná-la. Com a morte de Astolfo, Raquis tentou novamente ser rei da Lombardia, sendo deposto no mesmo ano.
Após a derrota de Raquis, o último lombardo a governar como rei foi Desidério, duque da Toscana, que conseguiu conquistar Ravena definitivamente, pondo um fim à presença bizantina no norte da Itália. Desidério decidiu reiniciar os conflitos com o papa, que estava apoiando os duques de Espoleto e Benevento contra ele, e invadiu Roma em 772, o primeiro rei lombardo a fazê-lo. Quando o papa Adriano I convocou a ajuda do poderoso rei Carlos Magno, Desidério foi derrotado em Susa e sitiado em Pavia, enquanto seu filho Adalgis foi obrigado a abrir as portas de Verona para as tropas francas. Desidério se rendeu em 774, e Carlos Magno, numa decisão sem precedentes, adotou o título de "Rei dos Lombardos"; até então os reinos germânicos frequentemente conquistavam-se uns aos outros, porém nenhum conquistador havia adotado o título de rei de outro povo. Carlos Magno então separou parte do território lombardo e transformou-o nos Estados Papais.
A região italiana da Lombardia, que inclui as cidades de Bréscia, Bérgamo, Milão e antiga capital, Pávia, é um lembrete da presença dos lombardos na região.

## História posterior

Itália por volta do ano 1000, mostrando os estados lombardos no sul da península antes da chegada dos normandos

### Principado unido de Benevento, 774–849
Embora o reino com sede em Pavia, no norte da península Itálica tivesse sido conquistado por Carlos Magno, os territórios controlados pelos lombardos ao sul dos Estados Pontifícios nunca foram conquistados pelo rei franco ou seus descendentes.
Em 774, o duque Aragis II, cujo ducado estava até então apenas nominalmente sob autoridade real — ainda que muitos reis tenham conseguido exercer com sucesso seu poder no sul — passou a alegar que Benevento era o estado sucessor do reino lombardo, tentando transformar Benevento numa "Segunda Ticino" (secundum Ticinum), uma segunda Pavia. Não contou com qualquer apoio, no entanto, e não tinha qualquer chance de ser coroado em Pavia.
Carlos Magno enviou um exército, e seu filho Luís, o Piedoso também enviou tropas, para tentar forçar o duque de Benevento à submissão, que posteriormente foi aceita. Apesar disso, Aragis e seus sucessores permaneceram independentes de facto, com a única peculiaridade que os duques de Benevento passaram a adotar o título de "príncipe" (princeps) no lugar de "rei" (rex).
Os lombardos da Itália meridional ficaram a partir de então na posição anômala de dominar terras disputadas por dois impérios: o Império Carolíngio, a norte e oeste, e o Império Bizantino, a leste. Apesar das frequentes promessas e garantias de tributo feitas aos carolíngios, permaneceram efetivamente fora do controle franco. Enquanto isso, Benevento cresceu até atingir sua extensão máxima, chegando a impor tributos sobre o Ducado de Nápoles, que continuava leal ao Império Bizantino, e até mesmo chegou a conquistar a cidade napolitana de Amalfi, em 838 a uma determinada altura no reinado de Sicardo, o domínio lombardo se estendeu por quase a totalidade do sul da Itália, com exceção da extremidade meridional da Apúlia e da Calábria e de Nápoles e suas cidades associadas.
Durante o século IX, uma forte presença lombarda conseguiu se entrincheirar na região até então predominantemente grega da Apúlia. Sicardo, no entanto, deixou o sul da península aberto às invasões dos sarracenos durante sua guerra contra André II de Nápoles. Quando Sicardo foi assassinado em 839, Amalfi declarou sua independência e duas facções passaram a disputar o poder em Benevento, o que arruinou o principado e tornou ainda mais suscetível a inimigos externos.
A guerra civil durou dez anos e terminou apenas com um tratado de paz imposto pelo imperador Luís II, único rei franco a exercer soberania de fato sobre os Estados lombardos. Em 849, o reino foi dividido em duas partes: o Principado de Benevento e o Principado de Salerno, com sua capital na cidade de Salerno, na costa do mar Tirreno.

### Itália meridional e os árabes, 836–915
André II de Nápoles contratou mercenários sarracenos para atuar em sua guerra contra Sicardo de Benevento, em 836 Sicardo respondeu pagando na mesma moeda. Os sarracenos inicialmente concentraram seus ataques na Sicília e na Itália bizantina, porém logo Radalgiso I de Benevento convocou mais mercenários, que saquearam Cápua em 841. As ruínas daquela cidade são tudo o que restou da "Antiga Cápua" (Santa Maria Capua Vetere); logo em seguida Landulfo, o Velho fundou a "Nova Cápua", atual cidade moderna, numa colina vizinha. Os príncipes lombardos, no entanto, estavam menos dispostos a se aliar a sarracenos do que a seus vizinhos gregos de Amalfi, Gaeta, Nápoles e Sorrento. Guaifério de Salerno, no entanto, colocou-se por um breve período sob a suserania muçulmana.
Uma grande força islâmica conquistou Bari, que até então era um gastaldato lombardo sob o controle de Pandenulfo, em 847 As incursões sarracenas continuaram então, cada vez mais ao norte, até que finalmente o príncipe de Benevento, Adalgiso, convocou o auxílio de seu suserano, Luís II - que aliou-se ao imperador bizantino Basílio I, o Macedônio para expulsar os árabes de Bari em 869 Uma força expedicionária árabe foi derrotada novamente pelo imperador em 871. A partir daí Alagiso e Luís permaneceram em conflito até o fim do reinado do segundo; Adalgiso se via como o verdadeiro sucessor dos reis lombardos, e nesta condição alterou o Édito de Rotário, último soberano lombardo a fazê-lo.
Após a morte de Luís, Landulfo de Cápua estabeleceu uma breve aliança com os sarracenos, porém o Papa João VIII o convenceu a interrompê-la. Guaimário I enfrentou os sarracenos com tropas bizantinas. Ao longo de todo este período os príncipes lombardos mudaram suas alianças de um grupo a outro, até que por volta de 915 o Papa João X conseguiu unir todos os príncipes cristãos do sul da Itália contra os territórios sarracenos no rio Garigliano. Naquele ano, na grande Batalha de Garigliano, os sarracenos finalmente foram expulsos da Itália.

### Os principados lombardos noséculo X
O Estado independente em Salerno inspirou os gastaldos de Cápua a procurar a independência e, pelo fim do século, já se designavam "príncipes", formando um terceiro Estado lombardo. Cápua e Benevento posteriormente foram unidos por Atenulfo, em 900, que declarou-os em "união perpétua" - fato que duraria até 982, com a morte de Pandulfo Cabeça de Ferro. Com todos os territórios lombardos do sul sob seu controle, com a exceção de Salerno, Atenulfo sentiu-se apto a utilizar o título de princeps gentis Langobardorum ("príncipe do povo lombardo"), que Aragiso II tinha começado a usar em 774 O principado foi governado pelos sucessores de Atenulfo por boa parte daquele século. Enquanto isso, o príncipe Gisulfo de Salerno também havia começado a utilizar o título Langobardorum gentis princeps, por volta de meados do século. O ideal de um principado lombardo unido, no entanto, só foi realizado em dezembro de 977, quando Gisulfo morreu e seus domínios foram herdados por Pandolfo Cabeça de Ferro, que teve controle temporário sobre toda a Itália ao sul de Roma, e formou uma aliança entre os lombardos e o Sacro Império Romano. Seus territórios foram divididos depois de sua morte.
Landolfo, o Ruivo, de Benevento e Cápua, tentou conquistar o principado de Salerno com a ajuda de João III de Nápoles, mas Gisulfo, com a ajuda de Mastalo de Amalfi, conseguiu derrotá-lo. Os soberanos de Benevento e Cápua tentaram por diversas vezes invadir a Apúlia bizantina durante o período, porém a presença austera de Basílio II Bulgaróctono conseguiu manter domínio bizantino na região.
A principal fonte para a história dos principados lombardos neste período é o Crônica de Salerno, escrito no fim do século em Salerno.

### Conquista normanda, 1017–1078
O diminuto principado de Benevento logo perdeu sua independência para o papado e declinou de importância até ser conquistado pelos normandos durante sua conquista do sul da Itália. Inicialmente chamados pelos próprios lombardos para combater os bizantinos pelo controle da Apúlia e da Calábria, os normandos atenderam ao chamado de líderes como Melo de Bari e Arduíno, e gradualmente acabaram por se tornar os principais rivais dos próprios lombardos pela hegemonia no sul.
O principado salernitano viveu uma era de ouro sob Guaimário III e Guaimário IV, porém sob Gisulfo II acabou reduzido à insignificância e foi tomado em 1078 por Roberto Guiscardo, que havia se casado com a irmã de Gisulfo, Siquelgaita. O Principado de Cápua foi muito disputado durante o reinado do odiado Pandolfo IV de Cápua, o Lobo dos Abruzos, e sob o domínio de seu filho foi conquistado, quase sem resistência, pelo normando Ricardo Drengoto, em 1058. Os capuanos se revoltaram contra o domínio normando em 1091, expulsando o neto de Ricardo, Ricardo II, e colocando em seu lugar Lando IV.
Cápua ficou novamente sob o domínio normando com o Sítio de Cápua, em 1098, e a cidade rapidamente perdeu importância depois de uma série de governos normandos pouco eficientes. O status de independência destes estados lombardos geralmente é atestado pela habilidade de seus soberanos de mudar de suserania a seu bel-prazer. Frequentemente vassalos de papas ou imperadores (fossem eles bizantinos ou sacro-romanos), eram os reais detentores do poder no sul da península até que seus antigos aliados, os normandos, tornaram-se preeminentes. Certamente os lombardos viam os normandos como bárbaros, e os bizantinos como opressores; vendo sua própria civilização como superior, sem dúvida criaram o ambiente propício para o surgimento de instituições como a ilustre Escola Médica Salernitana (Schola Medica Salernitana).

## Estrutura social

### Língua
A língua lombarda é uma língua germânica já extinta cujo uso começou a declinar no século VII, mas que ainda estava em uso até por volta do ano 1000. Foi preservada apenas de maneira fragmentária, com a sua principal evidência consistindo de palavras individuais citados em textos latinos. Na ausência de textos completos no idioma, nada se pode concluir sobre a sua morfologia e sintaxe. A classificação genética do idioma tem como base apenas a sua fonologia. Como existem evidências de o lombardo tenha participado - e até mesmo seja a sua evidência mais antiga - da mudança consonantal do alto alemão, costuma ser classificado como um dialeto germânico do Elba ou alemão superior.
Fragmentos do lombardo foram preservadores em inscrições rúnicas. Entre as fontes primárias do idioma estão inscrições curtas no antigo futhark, entre elas a "cápsula de bronze de Schretzheim" (c. 600). Diversos textos latinos incluem nomes lombardos, e textos jurídicos lombardos contêm termos retirados do vocabulário legal do vernáculo. Em 2005, alegou-se que a inscrição da espada de Pernik poderia estar em lombardo.[carece de fontes?]

### Sociedade do período das migrações
Os reis lombardos remontam a pelo menos por volta de 380, o início do período conhecido como o das grandes migrações. O conceito de reis surgiu entre os povos germânicos uma vez que a necessidade de um único comando militar mostrou-se necessária. Ludwig Schmidt acreditava que as tribos germânicas fossem divididas de acordo com cantões, e que a primeira forma de governo teria sido uma assembleia geral que escolhia os chefes dos cantões e os líderes de guerra de cada um deles (em épocas de guerra); todos estes cargos eram selecionados provavelmente a partir de uma casta de nobres. Como resultado das guerras surgidas destas migrações, o poder real se desenvolveu de tal maneira que o rei se tornou o representante do povo; porém a influência do povo sobre o governo não desapareceu totalmente. Paulo, o Diácono dá um relato da estrutura tribal lombarda durante a migração:

. . . para que pudessem aumentar os números de seus guerreiros, concedem a liberdade a muitos daqueles que resgatam do jugo da escravidão, e, para que a liberdade deles possa ser tida como definitiva, a confirmavam de sua maneira costumeira, com uma flecha e a pronúncia de certas palavras de seu país, que confirmavam o fato.

A emancipação completa, no entanto, parece ter sido concedida apenas a francos e lombardos.

### Sociedade dos reinos católicos
A sociedade lombarda estava divida em classes comparáveis àquelas encontradas nos outros Estados germânicos que sucederam Roma: a Gália franca e a Hispânia visigótica. Basicamente existia uma classe nobre, uma classe de homens livres abaixo da nobreza, uma classe de servos e finalmente os escravos. A aristocracia em si era mais pobre, mais urbanizada, e possuía menos terra do que em outros locais. além dos mais ricos e poderoso entre os duques e do próprio rei, os nobres lombardos costumavam viver em cidades (ao contrário de seus equivalentes francos), e tinham pouco mais do que o dobro de terra, em média, do que a classe dos comerciantes (uma diferença muito grande dos aristocratas provincianos francos que detinham enormes extensões de terras, centenas de vezes maiores do que a dos homens que lhes sucediam nas escalas de poder). A aristocracia do século VIII dependia muito do rei para fontes de renda, especialmente no que dizia respeito às obrigações judiciais; diversos nobres lombardos são referidos em documentos contemporâneos como juízes (em latim: iudices), mesmo quando seus cargos já tinham importantes funções militares e legislativas.
Os homens livres no reino lombardo eram muito mais numerosos do que em terras francas, especialmente no século VIII, quando parecem praticamente desaparecer da evidência documental destes últimos. Pequenos proprietários de terra, agricultores e arrendatários de terra eram os tipos mais numerosos de pessoas a serem listadas nos documentos existentes do reino lombardo; possuíam mais da metade das terras da Itália lombarda. Estes homens livres eram exercitales e viri devoti, isto é, "soldados" e "homens devotos"; formavam o grosso dos homens conscritos para o exército lombardo, por vezes chamados para servir ainda que contra sua vontade. A pequena classe de proprietários de terra, no entanto, não tinha a influência política necessária com o rei (e os duques) para controlar a política e a legislação do reino. A aristocracia tinha, no geral, mais poder político do que seus equivalentes na Gália e Hispânia do período, embora detivesse menor poder econômico.
A urbanização da Itália lombarda foi caracterizada pelas città ad isole ("cidades como ilhas"). A arqueologia indica que as grandes cidades da Itália lombarda - Pávia, Luca, Siena, Arezo, Milão - foram formadas a partir de diminutas ilhas de urbanização dentro das antigas muralhas das cidades romanas. As cidades do Império Romano haviam sido destruídas parcialmente na série de guerras dos séculos V e VI; diversos de seus setores ficaram em ruínas, e os antigos monumentos se tornaram campos de relva utilizados como pasto para animais (o Fórum Romano, por exemplo, se tornou o "Campo das Vacas", Campo Vaccinio). As partes destas cidades que permaneceram intactas eram pequenas, modestas e continham uma catedral ou igreja principal (frequentemente decorada de maneira suntuosa) e alguns poucos edifícios públicos e casas de aristocratas. Poucos edifícios importantes eram feitos de pedra, e a maior parte era de madeira. As regiões habitadas de cada cidade eram separadas das outras por campos e pastos, mesmo dentro das muralhas da cidade.

### Estados lombardos
- Reino da Itália e lista de reis dos lombardos
- Principado de Benevento e lista de duques e príncipes de Benevento
- Principado de Salerno e lista de príncipes de Salerno
- Principado de Cápua e lista de príncipes de Cápua

## Religião

### Paganismo
Os primeiros indícios de uma religião lombarda mostram que eles veneravam originalmente os deuses germânicos do panteão de Vanir enquanto estavam na Escandinávia. Após se deslocar para a costa do mar Báltico, através do contato com outros povos germânicos, adotaram o culto dos deuses de Aesir, uma alteração que representou mudança cultural, de uma sociedade agrária para uma formada por guerreiros.
Após penetrarem em território panônio, os lombardos tomaram contato com um povo iraniano, os antigos sármatas. Deste povo, tomaram emprestado um antigo costume de simbolismo religioso. Uma longa vara, por exemplo, com uma figura de um pássaro em sua ponta - normalmente um pombo, derivado dos estandartes utilizados em combate, era colocado na frente dos lares pela família dos homens que morriam durante uma guerra distante e cujos cadáveres não podiam ser trazidos para serem velados e sepultados.

### Cristianização
Ainda na Panônia, os lombardos tomaram o primeiro contato com o cristianismo. Sua conversão, no entanto, foi apenas nominal e parcial. Durante o reinado de Vacão, tornaram-se católicos romanos e  aliaram-se com o Império Bizantino, porém Alboíno converteu-os ao arianismo ao se aliar aos ostrogodos e invadir a Itália. Todas estas conversões, no entanto, afetavam apenas a aristocracia; o povo continuava, em sua maioria, pagão.
Na Itália, os lombardos foram cristianizados intensamente, e a pressão por uma conversão ao catolicismo era grande; com a rainha bávara e católica Teodolinda a monarquia em si passou a sofrer grande influência católica. Após um apoio inicial dos Três Capítulos, Teodolinda permaneceu sendo uma aliada e um contato próximo do papa Gregório I. Em 603, Adaloaldo, herdeiro do trono, recebeu um batismo católico. No século seguinte, o arianismo e o paganismo continuaram a se manter na Áustria (nordeste da Itália) e no Ducado de Benevento. Uma sucessão de reis arianos agressivos militarmente chegaram a ameaçar o papado, em Roma. No século VII, a aristocracia de Benevento, nominalmente cristã, ainda praticava rituais pagãos, como sacrifícios em bosques "sagrados". No final do reinado de Cuniberto, no entanto, os lombardos já haviam sido convertidos ao catolicismo quase em sua totalidade. Sob Liuprando o catolicismo recebeu novo impulso, na medida em que o rei procurou justificar seu título de "rei de toda a Itália" (em latim: rex totius Italiae) unindo o sul da península com o seu norte, e reunindo seus súditos ítalo-romanos aos germânicos num só Estado católico.

### Cristianismo beneventano

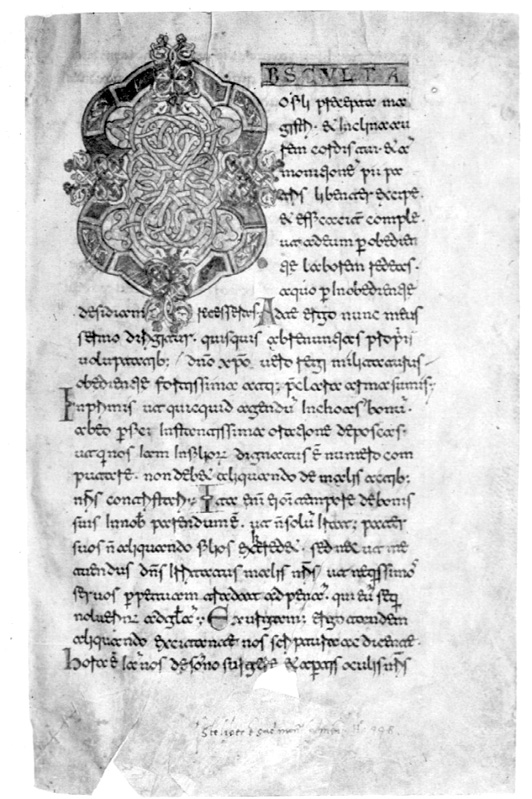
A Regra de São Benedito na escrita beneventana

O ducado (e, mais tarde, principado) de Benevento, no sul da Itália, desenvolveu um rito cristão único nos séculos VII e VIII, o rito beneventano, mais próximo da liturgia do rito ambrosiano do que o rito romano. O rito beneventano não sobreviveu em sua forma completa, embora a maior parte de seus festivais e dias santos de importância local ainda existam. O rito beneventano parecem ter sido menos completos, menos sistemáticos e mais flexíveis, liturgicamente, do que o rito romano.
Uma das características deste rito era o canto beneventano, um estilo de cantochão de influência lombarda que trazia semelhanças com o canto ambrosiano da Milão dos lombardos. O canto beneventano era definido pelo seu papel na liturgia do rito beneventano; diversos cantos recebiam papéis diferentes ao serem inseridos em livros de canto gregoriano, surgindo ora como antífonas, ofertórios e comunhões, por exemplo. Eventualmente foi suplantado pelo canto gregoriano, no século XI.
O principal centro do canto beneventano era Montecassino, sede de uma das primeiras e maiores abadias do monasticismo ocidental. Gisulfo II de Benevento doou uma grande extensão de terra para a cidade em 744, que se tornou a base de um Estado importante, Terra de São Benedito, sujeito à autoridade de Roma. A influência de Montecassino no cristianismo do sul da Itália foi imensa. Montecassino também foi o ponto inicial de outra característica do monasticismo beneventano: o uso da típica escrita beneventana, uma forma de escrita clara e angular, derivada da cursiva romana, utilizada pelos lombardos.

## Arte e arquitetura
Durante sua fase nômade, os lombardos criaram pouco em termos de arte; apenas aquilo que pudesse ser levado com eles, apenas objetos como armas e joias. Embora relativamente pouco deste material tenha sobrevivido, ele parece semelhante aos seus equivalentes feitos por outras tribos germânicas do norte e do centro da Europa no mesmo período.
As primeiras grandes modificações feitas ao estilo germânico dos lombardos se deu na Panônia, e especialmente na Itália, sob a influência dos estilos arquitetônicos locais, cristãos e bizantinos. A conversão do nomadismo e paganismo para o sedentarismo e o cristianismo também abriu novas áreas de expressão artística, como igrejas e afrescos.

### Arquitetura

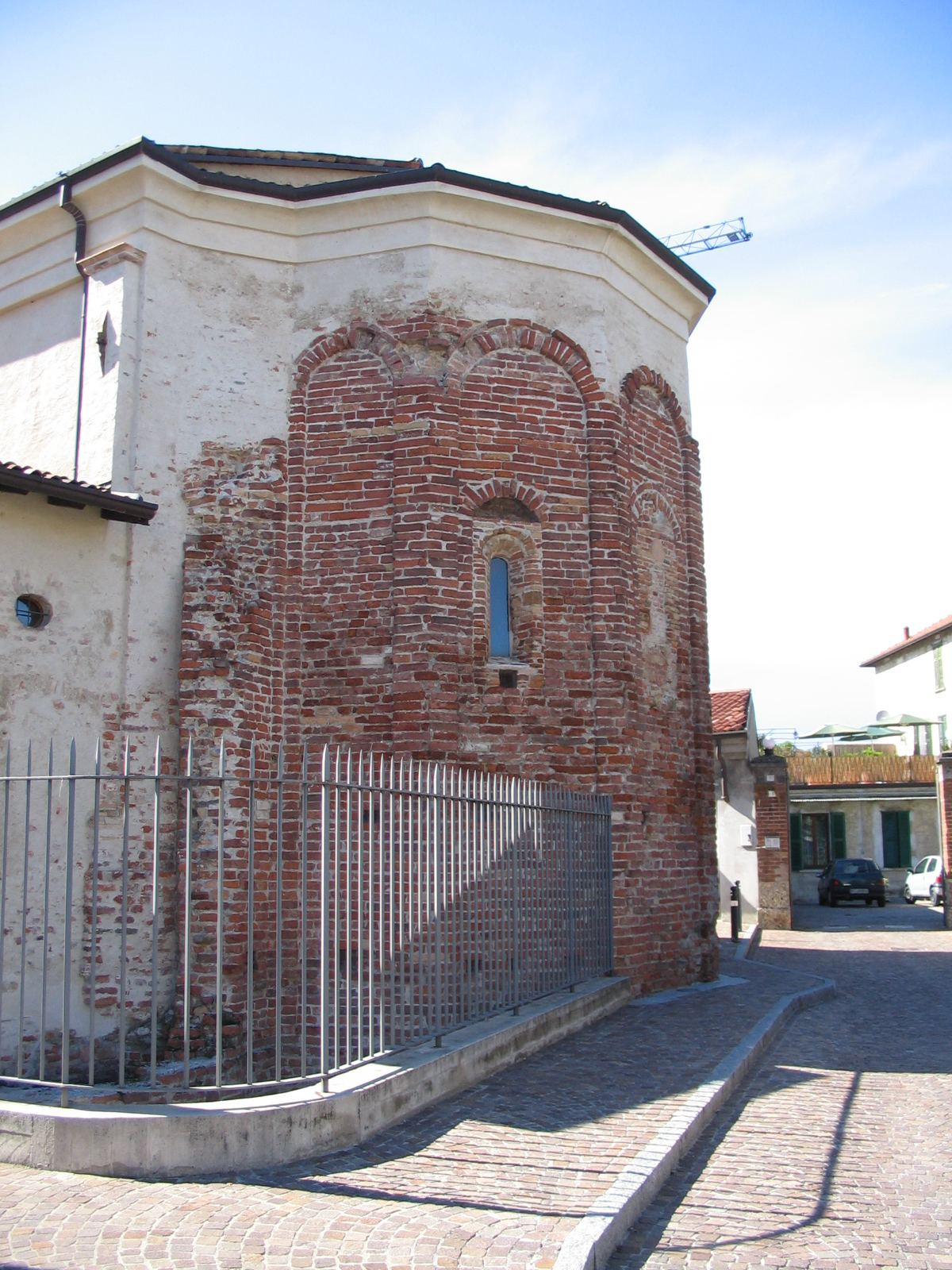
A Basílica Autariana, em Fara Gera d'Adda

Poucos edifícios lombardos restaram; a maior parte se perdeu, foi reconstruída ou reformada a algum ponto e pouco se preservou das suas estruturas originais. A arquitetura lombarda foi, no entanto, muito bem estudada no século XII, e existem diversas obras de referência a seu respeito, como os quatro volumes de Lombard Architecture (1919), do historiador americano Arthur Kingsley Porter.
O pequeno Oratório de Santa Maria no Vale, em Cividale del Friuli, provavelmente é uma das peças mais antigas da arquitetura lombarda a terem sido preservadas. Cividale foi a primeira cidade lombarda na Itália. Partes de construções lombardas foram preservadas em Pávia (São Pedro no Céu de Ouro, as criptas de Santo Eusébio e San Giovanni Domnarum) e Monza (catedral). A Basílica Autariana em Fara Gera d'Adda, próximo a Bérgamo, e a igreja de São Salvador, em Bréscia, também têm elementos lombardos. Todos estes edifícios se situam no norte da Itália (Lombardia Maior), porém os melhores exemplos de estruturas lombardas em bom estado de conservação estão no sul da península (Lombardia Menor). A Igreja de Santa Sofia, em Benevento, foi erguida em 760 pelo duque Aragiso II. Ela apresenta afrescos lombardos em suas paredes, e até mesmo capiteis lombardos em suas colunas.
Através do impulso dado por monarcas católicos como Teodelinda, Liuprando e Desidério à fundação de mosteiros como forma de assegurar seu controle político, a arquitetura lombarda floresceu. A Abadia de Bobbio foi fundada neste período.
Algumas das estruturas lombardas tardias, dos séculos IX e X, contêm elementos de estilos associados com a arquitetura romanesca, e por este motivo foram chamados de "primeiro romanesco". Estes edifícios são considerados, juntamente com edifícios semelhantes no sul da França e na Catalunha, como indicativos de uma fase de transição entre o pré-romanesco e o romanesco em si.